# Enio
Enio (en grec Ένυώ, «horror») era, en la mitologia grega, una antiga deessa coneguda amb l'epítet «destructora de ciutats» i freqüentment representada coberta de sang i portant les armes de guerra en actituds violentes. Amb freqüència era retratada amb Fobos i Dimos com a companya d'Ares, el déu de la guerra, i s'ha dit que era tant la seva mare com la seva germana.
A Tebes i Orcomen se celebrava un festival anomenat Όμολώϊα en honor de Zeus, Demèter, Atenea i Enio, i es deia que Zeus havia rebut l'epítet homoloios d'Homolois, una sacerdotessa d'Enio (Suidas Homolois). Una estàtua d'Enio, feta pels fills de Praxítel·les, s'erigia al temple d'Ares a Atenes (Pausànias i.8§5). Entre les grees que enumerava Hesíode a la seva Teogonia (273) hi figura Enio.
La seva equivalent en la mitologia romana era Bel·lona.